# Footes Lane
Footes Lane é um estádio esportivo multiuso em Saint Peter Port, Guernsey. É o principal local esportivo da ilha. Tem capacidade para 5 mil pessoas, com 720 assentos. É o estádio nacional do Bailiado de Guernsey.

## Uso
O estádio é usado para uma série de esportes, como por exemplo pela equipe de rugby, Guernsey RFC, que joga na National League 3 London & SE. O estádio também hospeda os jogos anuais da Siam Cup de Guernsey contra o Jersey Reds, quando a partida é jogada em Guernsey. O estádio também hospeda a associação de futebol e sediou uma partida da Hampshire Cup em 2010, com o Guernsey Rangers, de Guernsey, derrotando o Hamble por 4–2. É a casa do Guernsey, que joga na Isthmian League 1 South. O primeiro jogo oficial da equipe contra o Knaphill F.C. terminou com uma vitória por 5-0 para o Guernsey. Além disso, o estádio, entre 2003 a 2009, sediou os jogos Muratti de Guernsey antes que os jogos futuros fossem transferidos para outro estádio, o The Track, devido a fãs reclamando que a presença da pista de atletismo entre as arquibancadas e o campo colocava os espectadores muito longe da ação do jogo. Também foi notado que a equipe de Guernsey não ganhou um único Muratti enquanto jogava no Footes Lane.
O solo também é usado para praticar atletismo, visto que há uma pista de corrida ao redor do campo. Além disso, o Footes Lane hospeda a Maratona anual de Guernsey, e também foi usado para eventos de atletismo nos Jogos da Ilha de 2003. Além disso, o Hóquei em campo também é jogado lá, hospedando principalmente a equipe representativa de hóquei de Guernsey.

## Arquibancada
A arquibancada de Footes Lane foi concluída a tempo para os Jogos da Ilha de 2003 a um custo de 1,2 milhão de libras. Em seu primeiro ano de construção, ganhou um prêmio Civic Trust por projeto arquitetônico. Instalações adicionais de clube e sala de eventos foram adicionadas em 2011.